# Spilichneumon flavicornis
Spilichneumon flavicornis là một loài tò vò trong họ Ichneumonidae.